# Félix Araujo
Félix de Jesús Araujo Razo (nació el 10 de febrero de 1983 en Guadalajara, Jalisco), es un exfutbolista mexicano que se desempeñaba como defensa central.
Es hermano del también futbolista Néstor Araujo.

## Trayectoria
Se unió a Cruz Azul en el 2000; en la Temporada 2005-2006 fue registrado con Cruz Azul Hidalgo en la Primera División A; debutó con el conjunto Hidalguense el 6 de agosto de 2005, en la Jornada 1 del Apertura 2005 enfrentando a Tigres Mochis.
En enero de 2008 se unió a Club Sportivo 2 de Mayo de la Primera División de Paraguay, donde jugó a lado de su compatriota Víctor "Vitola" Gutiérrez.
En el segundo semestre del 2008 retornó a México para jugar con Lobos de la BUAP; con los Lobos jugó la Temporada 2008-2009.
Después de ausentarse de las canchas por un año, regresó a la actividad con los Reboceros de La Piedad en el Apertura 2010. De cara al Apertura 2011 fue fichado por los Diablos Rojos del Toluca. Debutó en la Primera División de México el 22 de julio de 2011, enfrentando a Tecos en el Estadio Tres de Marzo, en partido correspondiente a la Jornada 1; los Diablos Rojos ganaron 1-2. Araujo ingresó al minuto 68 por Néstor Calderón. 
La Temporada 2012-2013 jugó para San Luis FC. 
En la siguiente Temporada militó con Jaguares de Chiapas. Con el cuadro chiapaneco consiguió su primer gol en el Máximo Circuito, ante los Rayados del Monterrey en la Jornada 15 del Apertura 2013, el marcador finalizó 1-1. 
Para la Temporada 2014-2015 fue cedido a los Leones Negros de la U. de G., equipo recién ascendido. Con los Melenudos participó en 34 ocasiones.
Tras el descenso del equipo universitario, regresó a Jaguares de Chiapas, donde estuvo hasta la desafiliación del club en junio de 2017.
Fue contratado por Cafetaleros de Tapachula para la Temporada 2017-2018.

## Clubes
| Club                     | País     | Año           |
| ------------------------ | -------- | ------------- |
| Cruz Azul Hidalgo        | México   | 2005-2007     |
| 2 de Mayo                | Paraguay | 2008          |
| Lobos de la BUAP         | México   | 2008-2009     |
| La Piedad                | México   | Apertura 2011 |
| Toluca                   | México   | 2011-2012     |
| San Luis FC              | México   | 2012-2013     |
| Jaguares de Chiapas      | México   | 2013-2014     |
| U. de G.                 | México   | 2014-2015     |
| Jaguares de Chiapas      | México   | 2015-2017     |
| Cafetaleros de Tapachula | México   | 2017-2018     |

### Partidos y goles
| Competencia                  | Partidos | Goles recibidos |
| ---------------------------- | -------- | --------------- |
| Primera División de México   | 140      | 6               |
| Primera División 'A'         | 140      | 9               |
| Copa México                  | 22       | 0               |
| Primera División de Paraguay | 16       | 1               |
| Total                        | 318      | 16              |

## Palmarés

### Campeonatos nacionales
| Título                    | Título                   | Club                     | País   |
| ------------------------- | ------------------------ | ------------------------ | ------ |
| Liga de Ascenso de México | Clausura 2018            | Cafetaleros de Tapachula | México |
| Liga de Ascenso de México | Final de Ascenso 2017-18 | Cafetaleros de Tapachula | México |